# Parathesis pajapanensis
Parathesis pajapanensis är en viveväxtart som beskrevs av C.L. Lundell. Parathesis pajapanensis ingår i släktet Parathesis och familjen viveväxter. Inga underarter finns listade i Catalogue of Life.